# Zagrodno
Zagrodno è un comune rurale polacco del distretto di Złotoryja, nel voivodato della Bassa Slesia.
Ricopre una superficie di 122,09 km² e nel 2004 contava 5 695 abitanti.